# Kaple Panny Marie a svatého Karla Boromejského (Vlašský špitál)
Kaple Nanebevzetí Panny Marie a svatého Karla Boromejského je budova bývalé římskokatolické svatyně ve Vlašské ulici 34, v Praze na Malé Straně, byla součástí Vlašského špitálu, který si v prvním a druhém desetiletí 17. století postavili příslušníci italské kongregace Nanebevzetí Panny Marie. Od roku 1927 celý areál s kaplí patří Italskému kulturnímu institutu v Praze. Od roku 1958 je chráněnou kulturní památkou.

## Historie

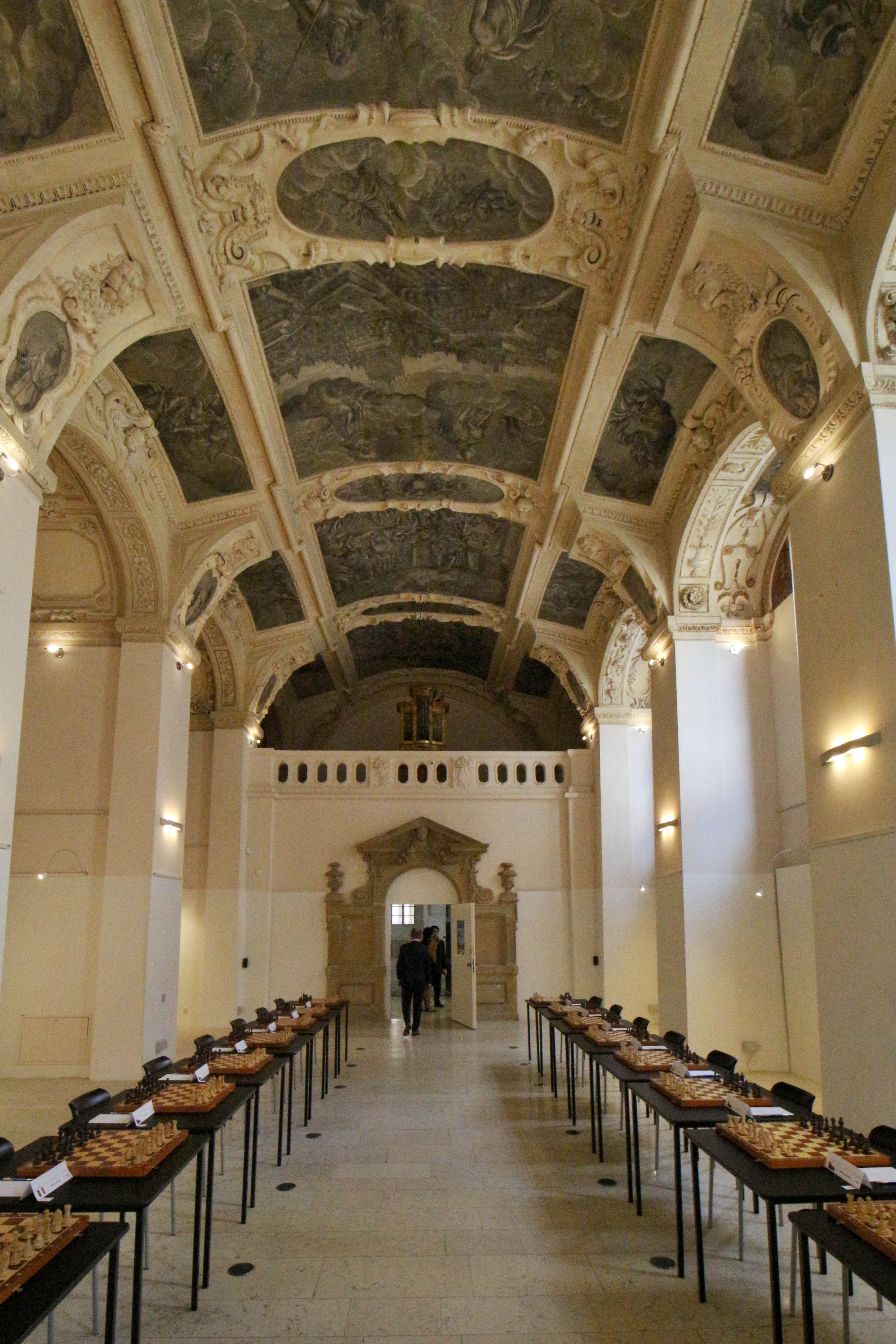
Interiér kaple

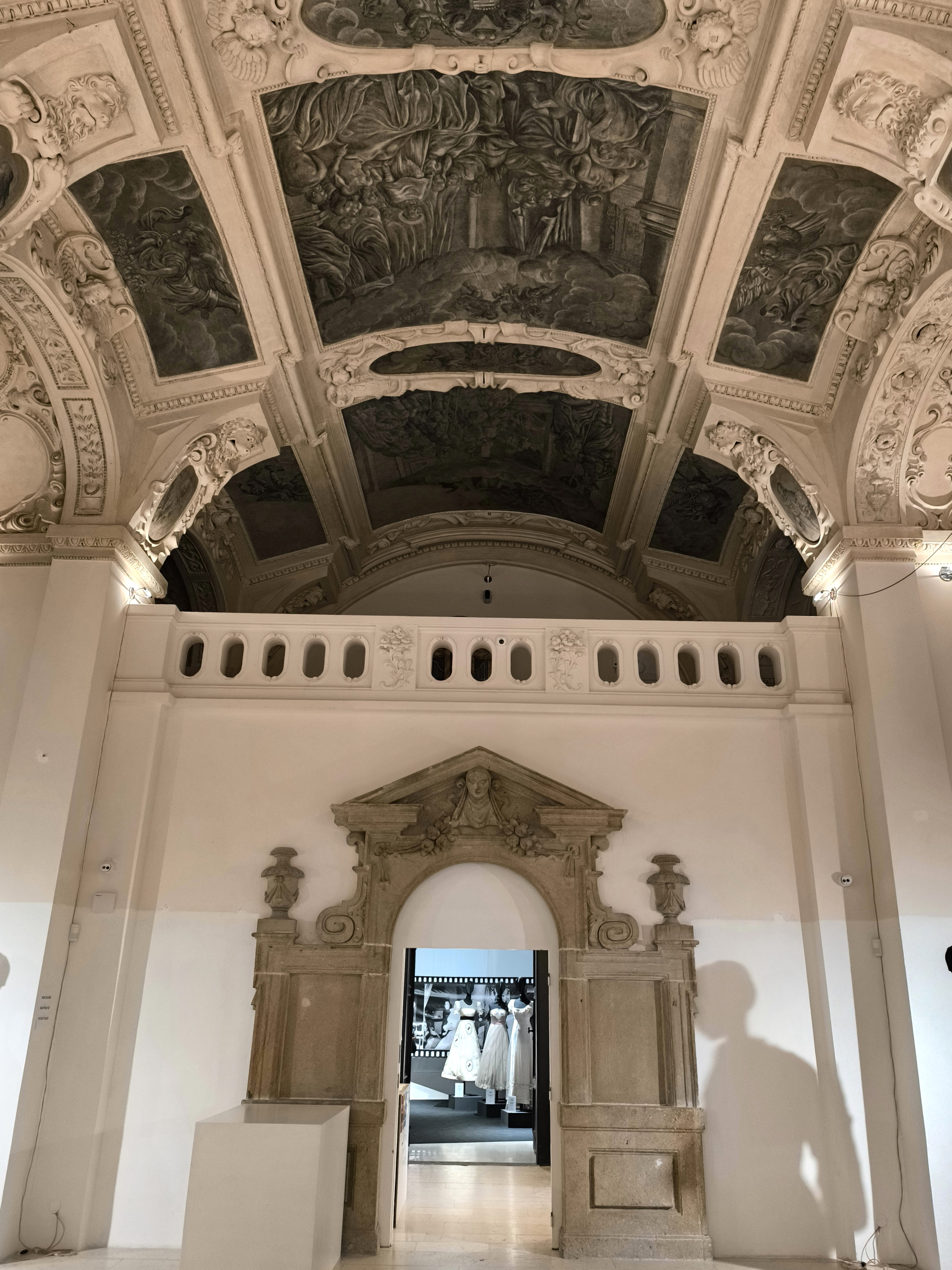
Renesanční portál do předsíně

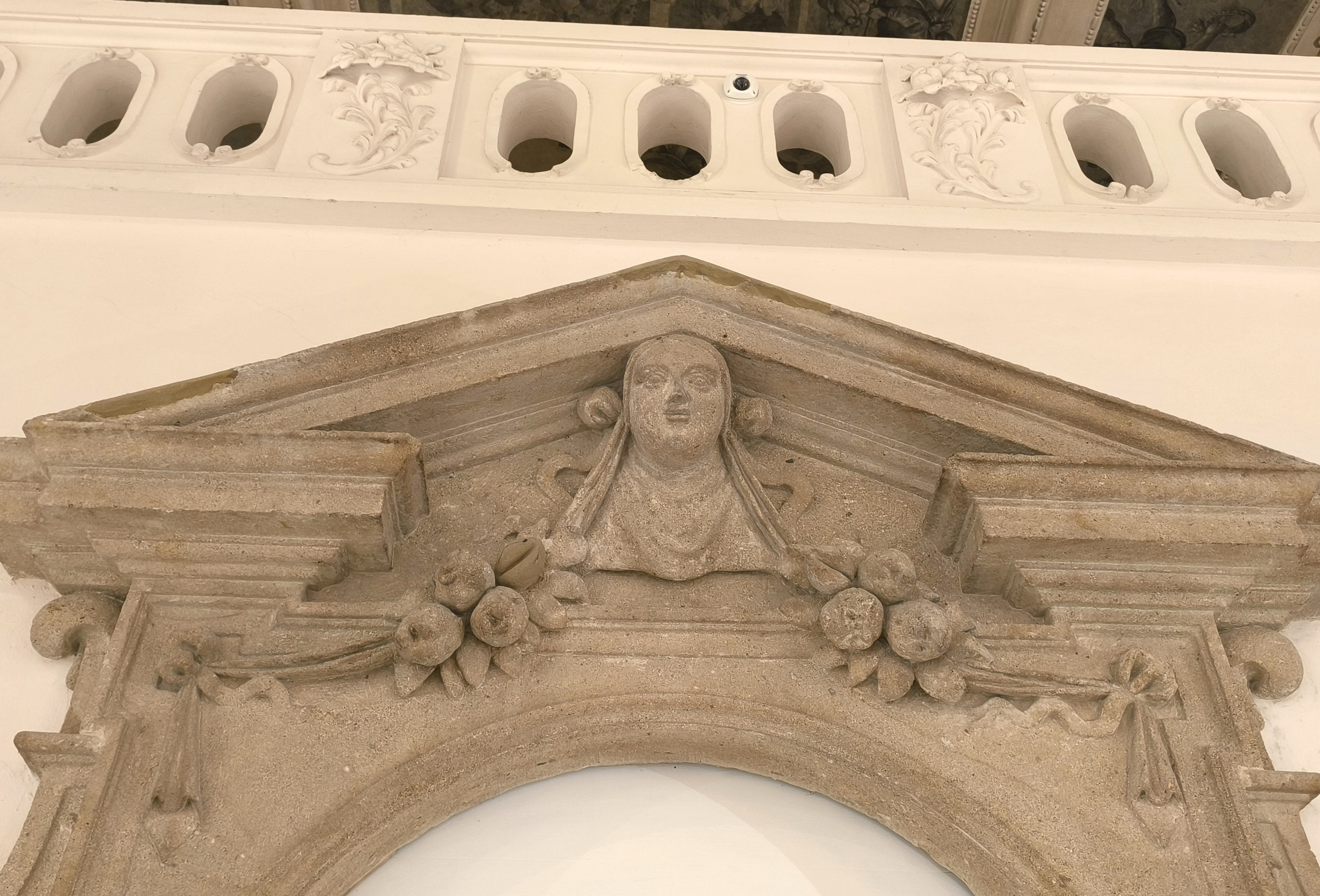
Giovanni Antonio Brocca (?) Kamenická výzdoba portálu

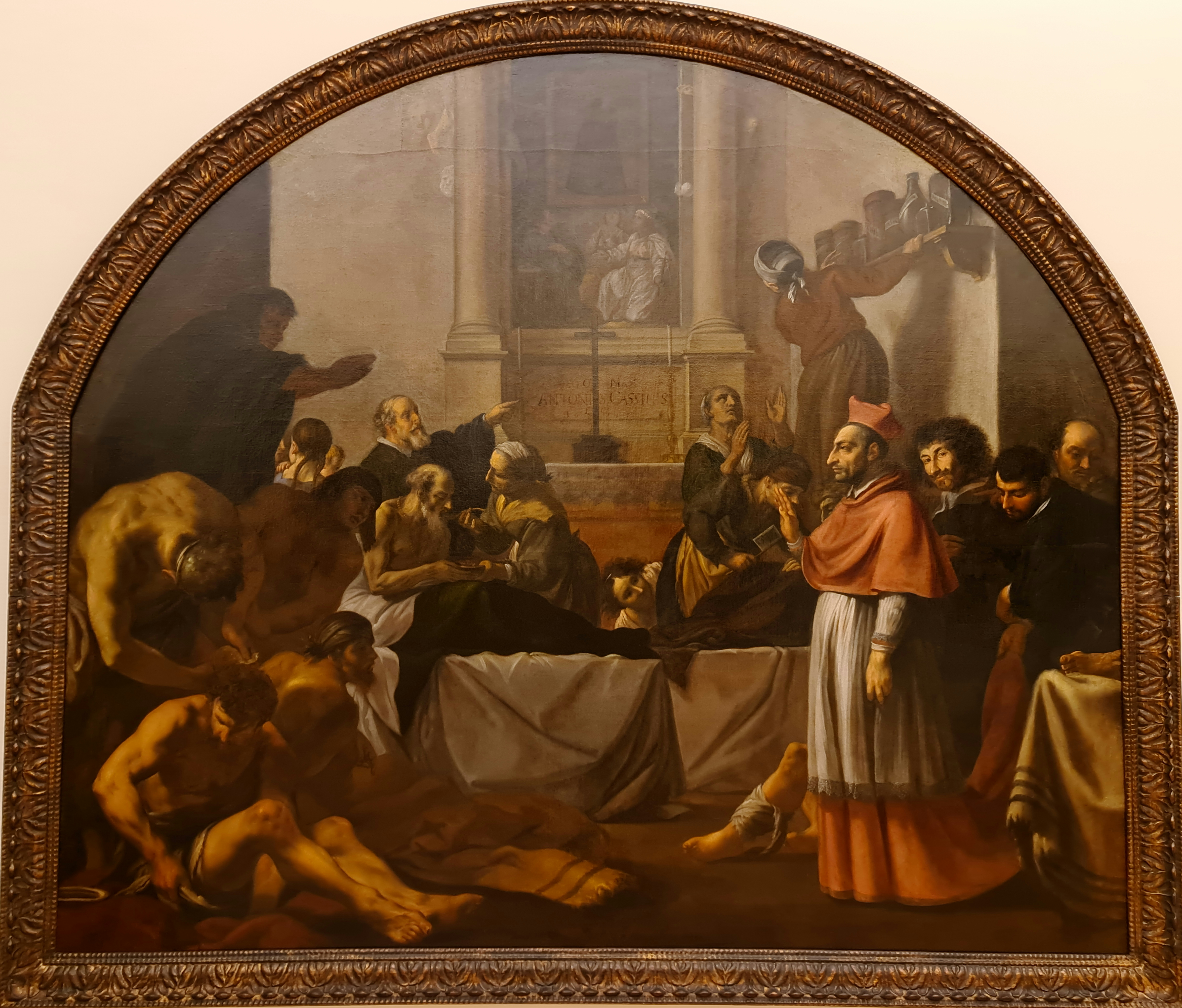
Karel Škréta: Svatý Karel Boromejský navštěvuje nemocné morem v Miláně, 1647

Základní kámen ke kapli byl položen roku 1611, ale zahájení stavby zastavil vpád pasovských vojsk do Prahy. Kapli v letech 1612–1617 vybudovali pražští Italové: vedl ji rektor kongregace, stavitel Domenico Bossi, který špitálu také poskytl svůj pozemek, na stavbě se podíleli Pietro Pasquino, Domenico Barifis a další vlašští stavitelé, kteří pracovali zdarma. Stavební materiál daroval císař Matyáš Habsburský.
Roku 1617 byla dokončená kaple zasvěcena Nanebevzetí Panny Marie a svatému Karlu Boromejskému a 23. července téhož roku ji slavnostně vysvětil pražský arcibiskup a opat kláštera premonstrátů Jan Lohelius. 
Původní kaplí byl symetrický válcový prostor na kruhovém půdorysu, osvětlený jen kupolí s lucernou a k němu na jihozápadní straně připojená polokruhová apsida. Tak malý prostor liturgickému provozu špitálu a členů kongregace nestačil. Proto byl již v letech 1642–1645 přistavěn trojlodní síňový prostor s výklenkovými kaplemi. Stlačená valená klenba byla rozdělena pasy a štukovými kartušemi, autorem a maskaronu na portálu kaple mohl být Giovanni Antonio Brocco.
Do velkých štukových rámů byl vymalován mariánský cyklus fresek, zničený při obnově výzdoby v 19. století. Autor maleb není jménem znám. Malíř Mariano Mariani byl sice druhým představeným špitálu vlašské kongregace, ale sepsal již roku 1607 testament. Bossi byl prvním představeným špitálu oba se titulují úředníky kostela.

### Škrétův obraz
Člen přestavenstva kongregace a malostranský měšťan Max Antonius Cassinis z Bugely objednal 13. srpna 1641 u Karla Škréty obraz «Svatý Karel Boromejský navštěvuje nemocné morem ve špitále v Miláně» pro hlavní oltář kaple. Škréta jméno objednavatele a datum objednávky zaznamenal nápisem na obraze, sám však obraz nepodepsal. Dodal jej k oslavě 30. výročí založení kaple roku 1647. Druhý oltářní obraz v téže kapli, Svatou rodinu, nenamaloval Škréta.
Ke zrušení špitálu s kaplí došlo za císaře Josefa II. roku 1783. Mobiliář byl prodán roku 1791 a odstěhován do kostela ve Velvarech. Jen Škrétův obraz zůstal v kapli nějaký čas po zřízení sirotčince v roce 1804, v roce 1837 byl nahrazen novým obrazem téhož námětu od Václava Markovského, a proto přesunut do ložnice představeného sirotčince a v inventáři budovy zůstal i za První republiky po zřízení Casa d'Italia. Odtamtud jej až 16. července 1943 vykoupila do svých sbírek Národní galerie v Praze.
Podruhé byla kaple zrušena a odsvěcena před rokem 1913, tehdy ještě existovala barokní fresková výzdoba kupole.
V současnosti kaple slouží Italskému kulturnímu institutu jako multikulturní sál pro konference, koncerty a příležitostné výstavy umění. Mezi nejúspěšnější v poslední době patřila výstava italských filmových kostýmů z padesátých a osmdesátých let 20. století.

## Architektura
Kaple má nepravidelný půdorys halového trojlodí se závěrem na jihozápadní straně, se stlačenou valenou klenbou s pasy, zdobenou původními štukaturami. Na vítězném oblouku se dochovaly tři plastické kartuše s malovanými erby zakladatelů a donátorů. Z nich bílý býk v červeném poli náležel Domenicu Bossimu a jeho bratru Marianovi. Pod kruchtou se dochoval pozdně renesanční portál s plastickým maskaronem ženské hlavy s rouškou mezi ovocnými festony.

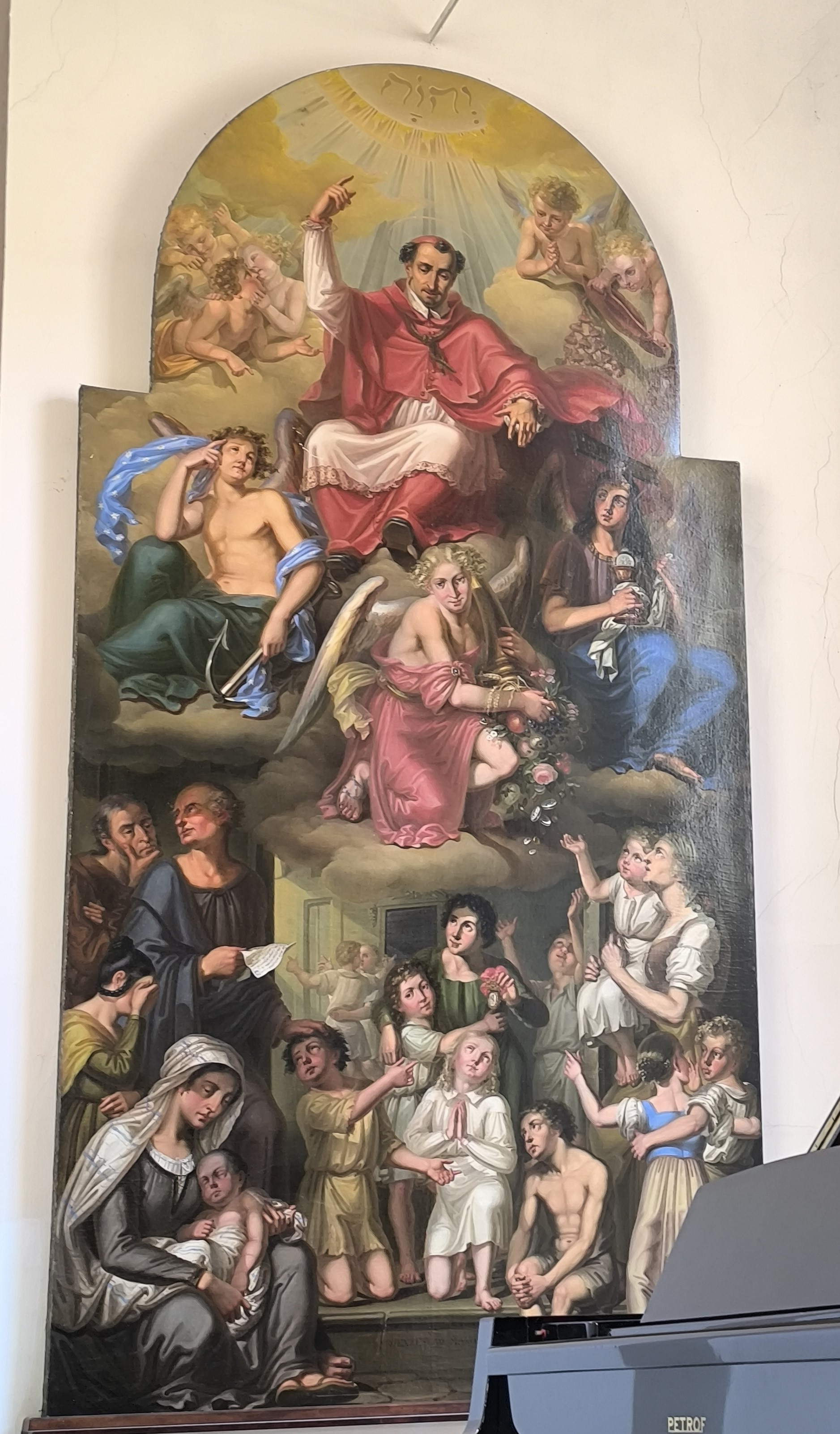
Václav Markovský: Svatý Karel Boromejský, oltářní obraz v závěru kaple

## Vnitřní vybavení
Z původního vybavení, které v 17. století čítalo třináct oltářů, se na místě nedochovalo nic, než jedna mramorová oltářní menza a lavabo s mramorovou výlevkou pod fontánou ve tvaru beraní hlavy. Závěsné barokní obrazy byl rozprodány a až na Škrétův obraz, vystavený v sbírce Národní galerie v Praze.
Z obnovy 19. století se dochovaly fresky a obrazy nevalné úrovně, od Václava Markovského z roku 1839:
- Oltářní obraz Svatý Karel Boromejský v doprovodu tří personifikací: Víry v podobě mladé ženy, Naděje v podobě chlapce s kotvou a Lásky v podobě zralé ženy ochraňuje sirotky, matky s dětmi, nemocné a trpící

Na klenbě kaple namaloval cyklus pěti chiaroscurových fresek:
- Svatý Karel Boromejský navštěvuje nemocné morem
- Svatí Karel Boromejský a Ambrož ochraňují město Milán, postižené morem; vpravo dole vyniká silueta milánského dómu, vlevo hrad rodiny Sforzů
- Nanebevzetí Panny Marie s Bohem Otcem a jeho synem, kteří Marii podávají trnovou korunu
- Pět svatých patronů proti nemocem; dole svatá Rosalie mezi svatými Petrem a Pavlem, nahoře Šebestián a Roch
- Založení pražského špitálu pod patronací sv. Karla Boromejského (na klenbě kruchty)

## Galerie

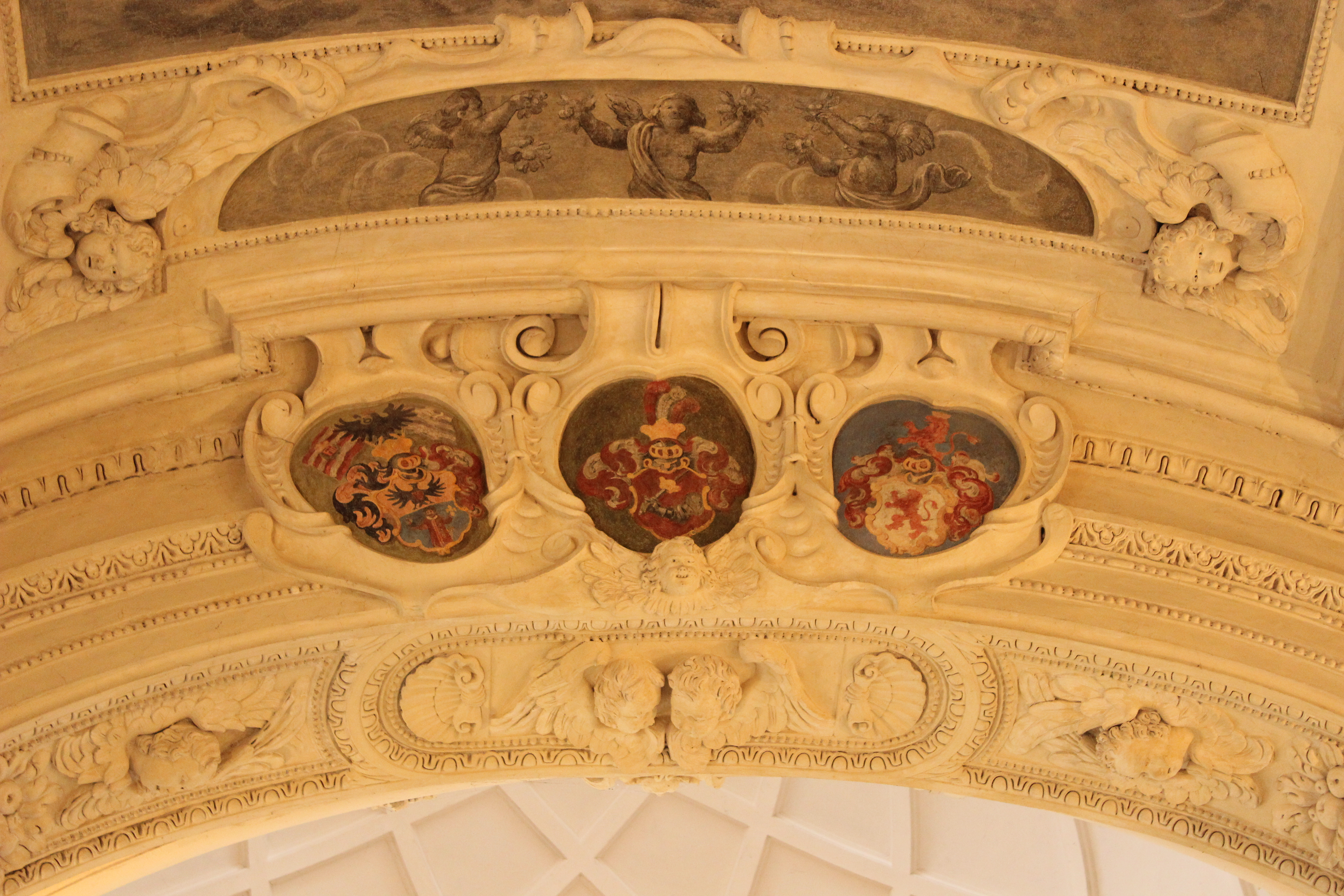
Erby zakladatelů kaple
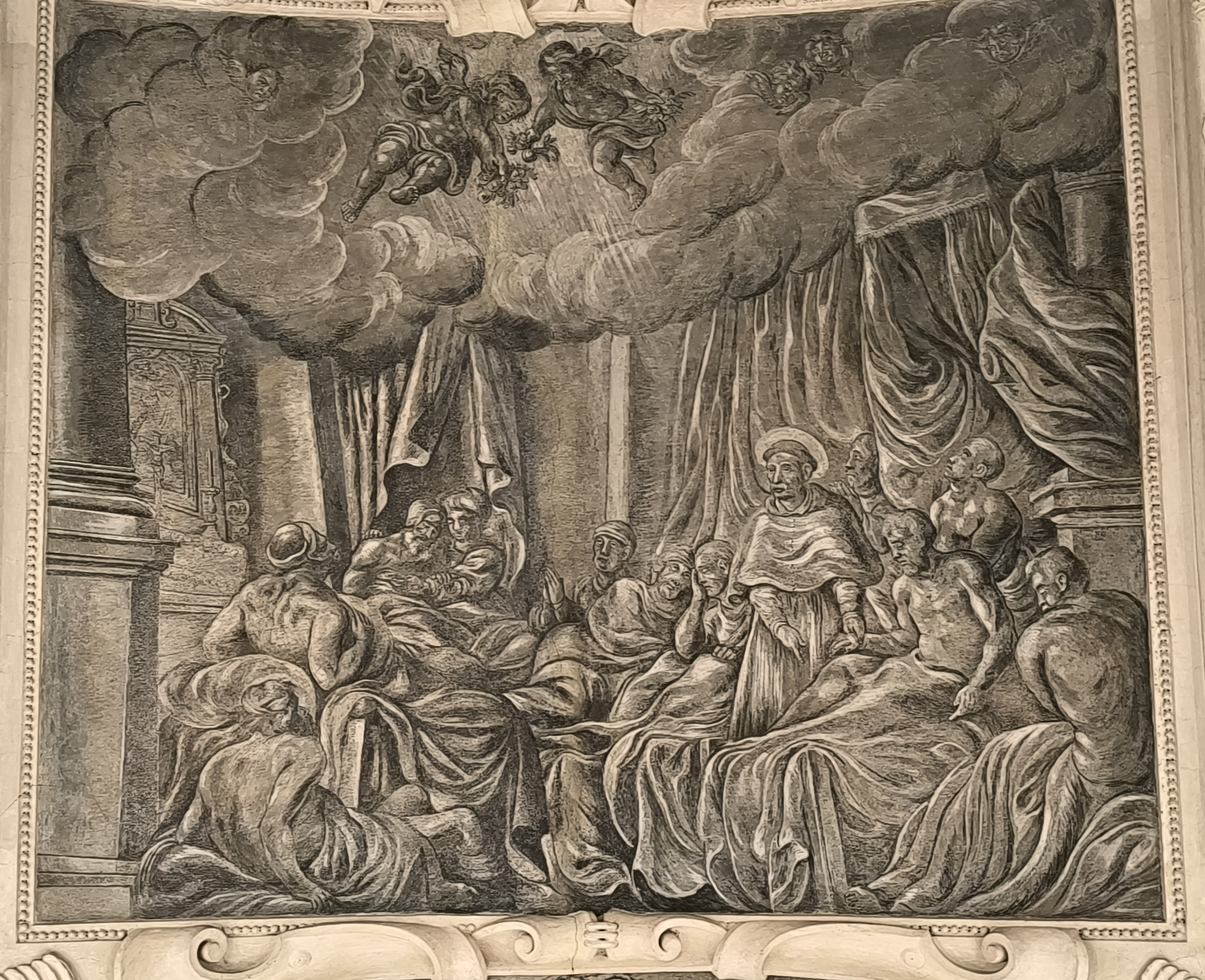
Karel Boromejský navštěvuje nemocné morem
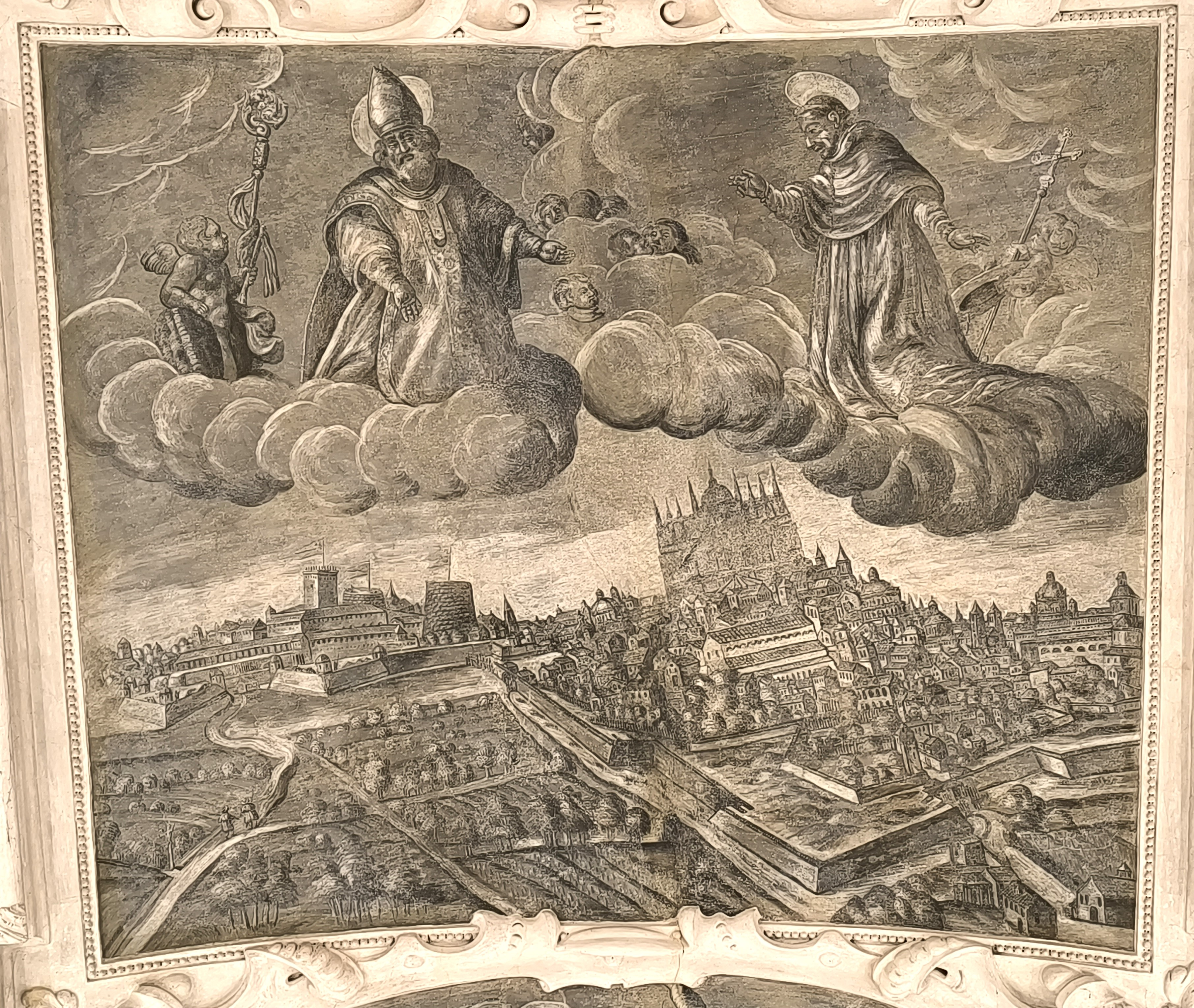
Svatí Karel Boromejský a Ambrož ochraňují město Milán
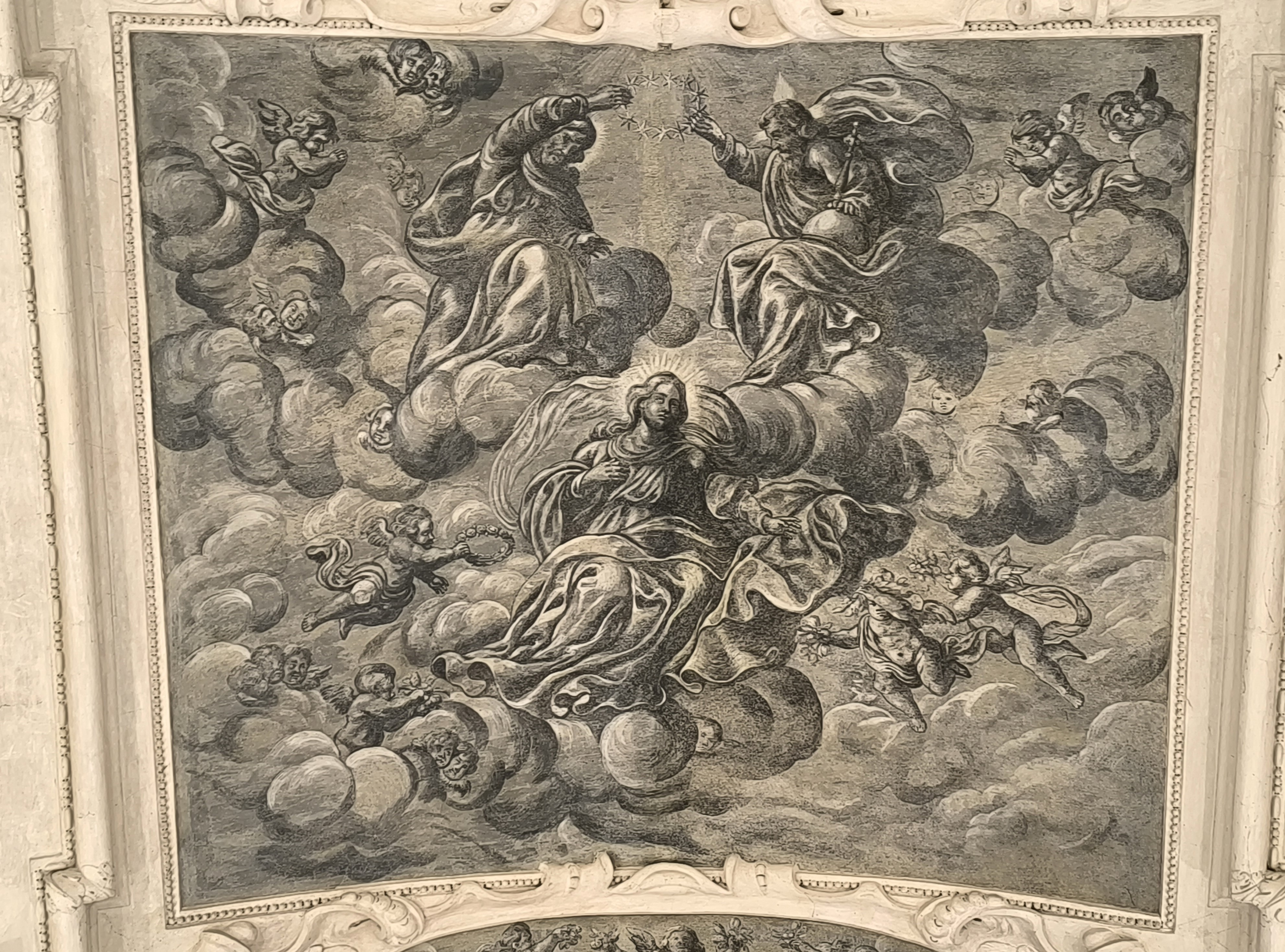
Nanebevstoupení Panny Marie
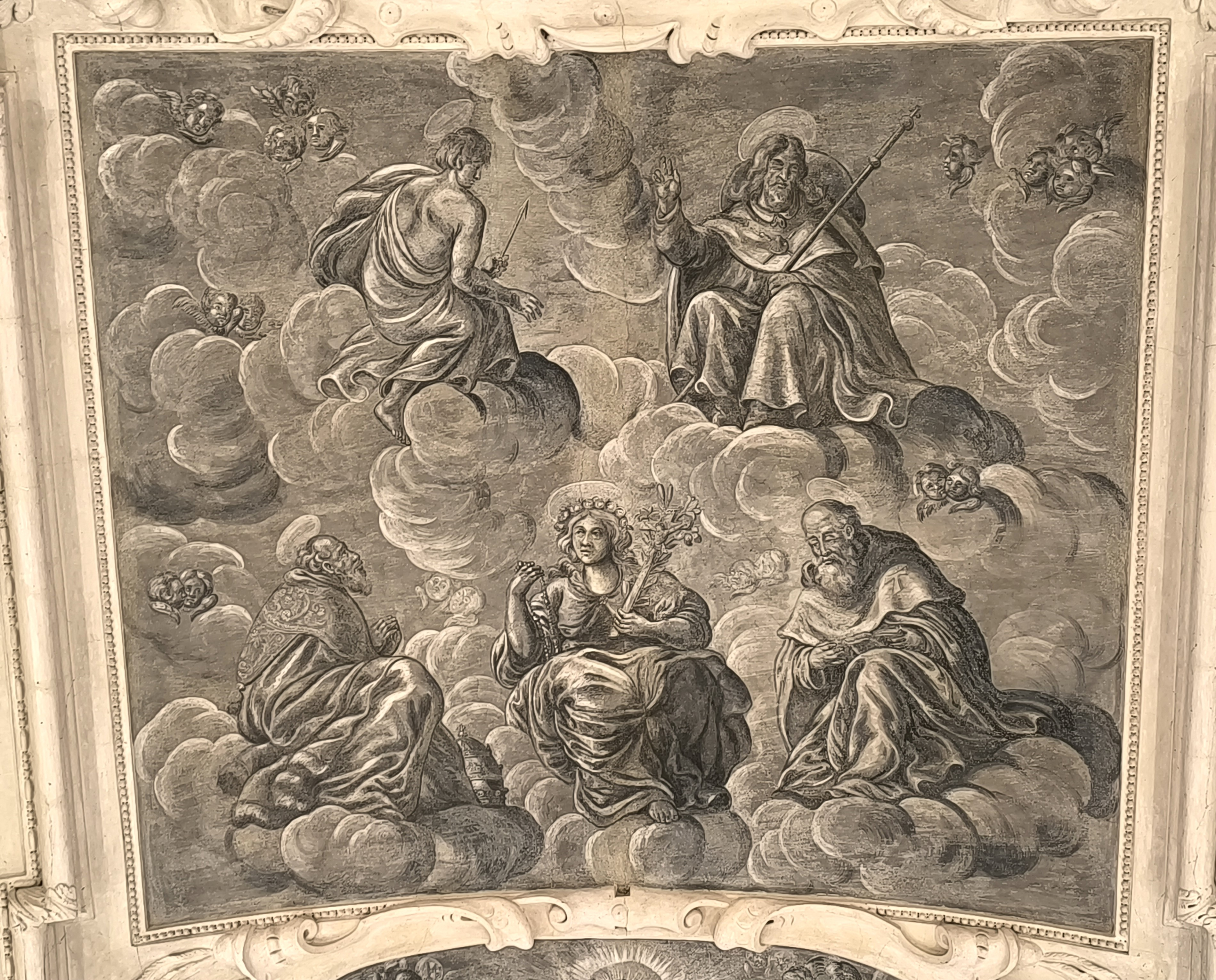
Svatí patroni proti moru
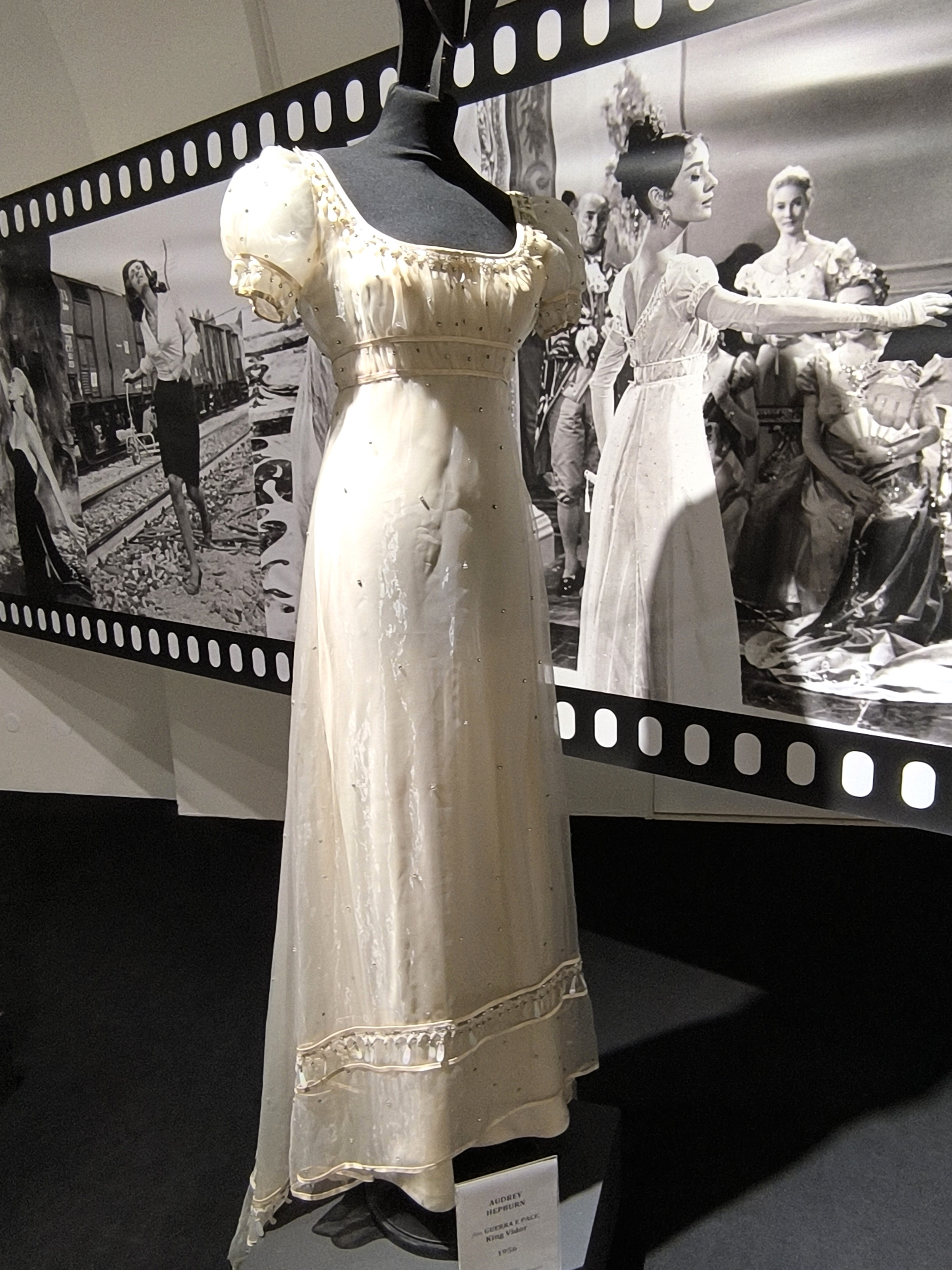
Z výstavy filmových kostýmů: Audrey Hepburnová (1959)